# 언령
언령(일본어: 言霊 고토다마[*])은 일반적으로 일본에서 믿어지는 신앙으로, 말에 깃들어 있다고 믿어지는 영적인 힘을 말한다. 언혼(言魂)이라고도 쓴다.

## 개요
소리를 내어 말한 언어가 실제 현실에 무언가 영향을 준다고 믿으며, 좋은 말을 하면 좋은 일이 일어나고, 불길한 말을 하면 흉사가 일어난다고 여긴다. 때문에 축사를 할 때 절대로 잘못 읽는 일이 없도록 주의 받는다. 오늘날에도 일본에 많이 남아있는데, 결혼식 등에서 사용을 피하는 단어들(떠나다, 자르다, 돌아가다 등)도 언령 사상에 기초한 것이다. 일본은 언령의 힘에 의해 복이 찾아오는 나라라고 하여 "언령으로 행복해지고 번영하는 나라"로 불렸다.
이러한 신앙이 생겨난 원인은, 고대에는 "말(言:고토)"과 "현실에서 일어나는 일(事:고토)"이 동일한 개념이었기 때문이다. 한자가 도입된 당초에도 말과 현실은 구별되지 않고 사용되었으며, 예를 들면 일본의 신 고토시로누시(事代主)가 고사기에서는 고토시로누시(言代主)라고 쓰여진 부분이 있다.
자신의 의지를 확실히 소리를 내어 말하는 것을 "말을 입에 올리다(言挙)"라고 하는데, 그때 그 말이 자신의 교만함에 의한 것이었을 경우엔 나쁜 결과가 초래된다고 믿는다. 예를 들어, "고사기"에 나오는 야마토타케루가 이부키 산에 오를 때 산신의 화신과 만났는데 야마토타케루는 그것을 신의 심부름꾼이라고 생각하고, 돌아가는 길에 퇴치하겠다고 “언급”하였다. 그것이 타케루의 자만심에 의한 것이었기 때문에 타케루는 신의 저주를 받아 죽게 되었다. 즉, 언령사상은 만물에 신이 깃들어 있다는 단순한 애니미즘적 사상을 넘어서서, 바른 마음가짐의 모습을 제시하는 것이기도 하다.

## 기타 문화권의 언령
기타 문화권에서도 언령과 비슷한 사상이 발견된다. 구약성경의 "רוח הקודש", 예를 들어 신약성경에서 '성령, 영'으로 번역되는 프뉴마(Πνεύμα) (동사 “불다:πνεω”를 어원으로 하며, 숨, 혹은 거대한 존재의 숨이라는 의미를 포함한다)가 해당된다. 예를 들어 요한복음 3장 8절에서 예수가 “바람은 자신이 불고 싶은 곳으로 분다. … 성령으로 난 사람도 모두 이와 같다”라고 언급한 구절에서 '바람'과 '성령'이 동일한 구절을 사용한다.
일반적으로 소리나 말은 불길한 영혼을 내쫓고 자리를 깨끗하게 하는 일을 한다고 여겨진다. (예:신토에서 박수를 치는 것.) 이것은 동서양을 불문하고 제례, 축제, 악령퇴치 때 행해지는 것이다. 신에게 제사 지낼 때 치는 큰북, 카니발에서의 피리, 종, 큰북, 중화권의 춘절에 쏘는 폭죽 등을 예로 들 수 있다.
사람의 말도 주문이나 조서의 형태로 그 영적인 힘이 이용된다. 다만 그 근본이 되는 "현실에서 일어나는 일(事)"이 무엇인지에 대해서는 세계적으로 제각기 다른 견해가 있다. 예를 들어 “진리란 반석과 같은 것으로 그 위에 교회를 지을 수 있다”라고 생각하는 경우도 있고, 혹은 “진실을 알고 싶다면 거울에 너 자신을 비춰보아라, 그로써 모든 것이 명백해 질 것이다”라는 말처럼 현실을 실감나게 파악할 수 있다고 하는 의견이 있고, 혹은 그 “현실” 자체가 우리로서는 알 수 없는 것이라고 하는 주장도 있다. 이것은 서로 다른 문화나 시대에 따라, 또는 개인에 따라 크게 다른 것이다.

## 같이 보기
- 진리
- 신토
- 신도영학(神道霊学)
- 음양도
- 영성
- 샤머니즘
- 주술
- 주문
- 문자
- 휘